# 中山咲月
中山 咲月（なかやま さつき、1998年〈平成10年〉9月17日 - ）は、日本のファッションモデル、俳優である。東京都出身。テンカラット（モデル事業部Plume）所属。

## 略歴
2011年、ファッション雑誌『ピチレモン』第19回オーディションでグランプリを受賞し、専属モデルとして活動。さっきーの愛称で呼ばれていた。2014年7月号で初の表紙を飾る。2015年4月号卒業特集をもって卒業。
2012年、NHK Eテレの教養バラエティ番組『すイエんサー』より、すイエんサーガールズとして出演。2013年、新エンディングテーマ曲「ピカッと！アハッと！体操」の歌唱メンバーに選出。
2017年2月、日テレ系『人生が変わる1分間の深イイ話』に「いま女子が熱狂する女子高生」として特集されゲスト出演した。
2018年10月クールの『中学聖日記』（TBSテレビ）で連続ドラマに初出演・俳優デビュー。ジェンダーレスな活動をしており、初出演の映画では男性役を務めた。
2020年、特撮テレビドラマ『仮面ライダーゼロワン』にテロリスト・滅亡迅雷.netのメンバー「亡（なき）」として出演。後に仮面ライダー亡にも変身した。

## 人物
- 弟がいる[2]。
- 好きなものは音楽とゲーム[2]。
- 好きな色は黒[2]。
- 心と体の性別が異なる「トランスジェンダー」であること、また無性愛者であることを公表している[9]。
- アニメやヒーロー物を愛好しており、幼少期は『百獣戦隊ガオレンジャー』のガオブルーになりたいと言っていた[4]。その他の好きな作品として『仮面ライダー電王』『仮面ライダーキバ』『涼宮ハルヒの憂鬱』などを挙げている[4]。

## 出演

### テレビドラマ
- 中学聖日記（2018年10月、TBS） - バーテンダー・青山更紗 役
- 仮面ライダーゼロワン 第18話 - 最終話（2020年1月12日 - 8月30日、テレビ朝日） - 亡 / 仮面ライダー亡 役
- 不幸くんはキスするしかない！（2022年4月22日 - 6月10日、MBSほか） - 佐々木麦 役
- 埼玉のホスト（2023年7月26日 - 9月20日、TBS） - 成城マコト 役[10]

### バラエティ
- すイエんサー（2012年 - 2015年、NHK Eテレ）

### 映画
- ヌヌ子の聖★戦〜HARAJUKU STORY〜（2018年11月16日、SAIGATE Inc.・U.F.O.カンパニー） - 久保昭久 役
- 遮那王 -お江戸のキャンディー3-（2019年11月22日、トリウッド） - 女弁慶 役[1]
- 私がモテてどうすんだ（2020年7月10日、松竹） - 二科志麻 役
- 劇場版 仮面ライダーゼロワン REAL×TIME（2020年12月18日、東映） - 亡 役[11]
- 映画刀剣乱舞 -黎明-（2023年3月31日、東宝） - 大枝伊吹 / 酒呑童子 役[12]
- タクミくんシリーズ「長い長い物語の始まりの朝。」（2023年5月27日、ビデオプラニング） - 高林泉 役[13]

### 舞台
- Grand Stage（2016年10月） - 陽央あきと 役[1]
- 春過ぎて、アルタイル（2018年8月） - 主演・桐夢流輝 役[1]
- 舞台『アナザー・カントリー』（2022年6月24日 ‐ 7月13日）- ファウラー 役[14]
- 舞台『なんだコイツ』（2023年4月12日 ‐ 16日）- 主演・ニジム 役[15]
- 舞台「わたしの幸せな結婚」－帝都陸軍オクツキ奇譚－」（2023年8月11日 - 20日） - 堯人 役[16]
- ミュージカル『神が僕を創る時』（2024年10月18日 - 27日） - 長井 役[17]
- 演劇『ライチ☆光クラブ』2025（2025年1月10日 - 26日） - ジャイボ 役[18]
- 『チェリまほ The Musical』〜30歳まで童貞だと魔法使いになれるらしい〜（2025年4月11日 - 27日） - 綿矢湊 役[19]

### ネット配信
- オンライン演劇「スーパーフラットライフ」（2021年4月3日・4日配信開始、LINE LIVE-VIEWING） - 川口アキラ 役[20]

### オリジナルビデオ
- 仮面ライダーシリーズ
  - プロジェクト・サウザー（2020年） - 亡 役[21]
  - ゼロワン Others 仮面ライダー滅亡迅雷（2021年） - 亡 / 仮面ライダー亡 役[22]
  - ゼロワン Others 仮面ライダーバルカン&バルキリー（2021年） - 亡 役

### ゲーム
- 仮面ライダーバトル ガンバライジング（2020年） - 仮面ライダー亡[23] / 仮面ライダーバルカン アサルトウルフ（亡）[24] 役
- 仮面ライダーバトル ガンバレジェンズ（2023年、アーケード） - 仮面ライダー亡 / 仮面ライダーバルカン アサルトウルフ（亡） 役

### 劇場アニメ
- KING OF PRISM-Your Endless Call-み〜んなきらめけ!プリズム☆ツアーズ（2025年6月27日） - 神無月アヰ 役[25]

### Webアニメ
- 仮面ライダーゼロワン ショートアニメ EVERYONE'S DAILY LIFE 第3話・第5話（2020年9月13日・2021年2月1日、東映特撮ファンクラブ） - 亡 役（声の出演）

### 玩具
- 仮面ライダーゼロワン DXメモリアルプログライズキーセット SIDE A.I.M.S.&ZAIA（2021年1月） - 亡 役

## ディスコグラフィ

### キャラクターソング
| 発売日        | 商品名                                                                                 | 歌                     | 楽曲            | 備考                                                                                   |
| ------------- | -------------------------------------------------------------------------------------- | ---------------------- | --------------- | -------------------------------------------------------------------------------------- |
| 2025年8月20日 | 『KING OF PRISM-Your Endless Call-み〜んなきらめけ！プリズム☆ツアーズ』Song Collection | 神無月アヰ（中山咲月） | 「Gilded Cage」 | 劇場アニメ『KING OF PRISM-Your Endless Call-み〜んなきらめけ!プリズム☆ツアーズ』挿入歌 |

### 参加楽曲
| 発売日       | 商品名                                      | 歌                                                   | 楽曲                                  | 備考 |
| ------------ | ------------------------------------------- | ---------------------------------------------------- | ------------------------------------- | ---- |
| 2022年6月8日 | 仮面ライダー 50th Anniversary SONG BEST BOX | ユートピア（中川大輔、砂川脩弥、山口大地、中山咲月） | 「S.O.S 50th Anniversary COVER Ver.」 |      |